# 安东尼·潘涅库克

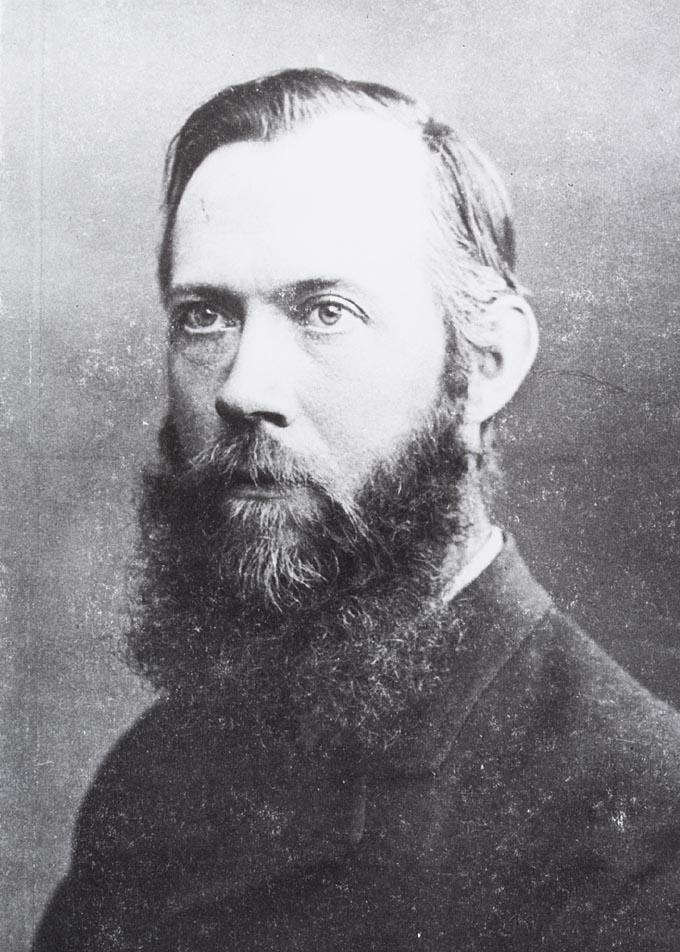
1908年时的安东尼·潘涅库克

安东尼·潘涅库克（荷蘭語：Antonie Pannekoek，1873年1月2日—1960年4月28日），荷兰天文学家及马克思主义理论家、社会革命家，委员会共产主义的主要理论家。多次出国观测日食。

## 生平
1926年前往爪哇以描绘银河系南端。1951年解释了交食周期中的四分期现象，并发现了591年的周期。1970年，国际天文学联合会正式批准接受以其名命名潘涅库克环形山。曾教授学生柯伊伯带假说的提出人杰拉德·柯伊伯。

## 思想
潘涅库克的思想受到了马克思、恩格斯、列宁和约瑟夫·狄慈根的影响。

## 纪念
- 潘涅库克环形山
- 小行星2378
- 阿姆斯特丹大学安东·潘涅库克天文学研究所